# Джозеф Ессомбе
Джозеф Емільєн Ессомбе Тьяко (англ. Joseph Emilienne Essombe Tiako; нар. 22 березня 1988) — камерунська борчиня вільного стилю, дворазова чемпіонка, п'ятиразова срібна та триразова бронзова призерка чемпіонатів Африки, чемпіонка Африканських ігор, чемпіонка Франкомовних ігор, бронзова призерка Ігор ісламської солідарності, учасниця двох Олімпійських ігор.

## Спортивні результати на міжнародних змаганнях

### Виступи на Олімпіадах
| Змагання                    | Збірна  | Вагова категорія          | Місце |
| --------------------------- | ------- | ------------------------- | ----- |
| Літні Олімпійські ігри 2016 | Камерун | жіноча боротьба, до 53 кг | 16    |
| Літні Олімпійські ігри 2020 | Камерун | жіноча боротьба, до 53 кг | 5     |

### Виступи на Чемпіонатах світу
| Змагання                        | Збірна  | Вагова категорія          | Місце |
| ------------------------------- | ------- | ------------------------- | ----- |
| Чемпіонат світу з боротьби 2018 | Камерун | жіноча боротьба, до 59 кг | 8     |
| Чемпіонат світу з боротьби 2019 | Камерун | жіноча боротьба, до 53 кг | 20    |

### Виступи на Чемпіонатах Африки
| Змагання                         | Збірна  | Вагова категорія          | Місце  |
| -------------------------------- | ------- | ------------------------- | ------ |
| Чемпіонат Африки з боротьби 2012 | Камерун | жіноча боротьба, до 59 кг | Срібло |
| Чемпіонат Африки з боротьби 2013 | Камерун | жіноча боротьба, до 55 кг | Срібло |
| Чемпіонат Африки з боротьби 2014 | Камерун | жіноча боротьба, до 55 кг | Бронза |
| Чемпіонат Африки з боротьби 2015 | Камерун | жіноча боротьба, до 55 кг | Бронза |
| Чемпіонат Африки з боротьби 2016 | Камерун | жіноча боротьба, до 55 кг | Бронза |
| Чемпіонат Африки з боротьби 2017 | Камерун | жіноча боротьба, до 55 кг | Срібло |
| Чемпіонат Африки з боротьби 2018 | Камерун | жіноча боротьба, до 57 кг | Срібло |
| Чемпіонат Африки з боротьби 2019 | Камерун | жіноча боротьба, до 57 кг | Срібло |
| Чемпіонат Африки з боротьби 2020 | Камерун | жіноча боротьба, до 53 кг | Золото |
| Чемпіонат Африки з боротьби 2022 | Камерун | жіноча боротьба, до 57 кг | Золото |

### Виступи на Всеафриканських іграх
| Змагання                 | Збірна  | Вагова категорія          | Місце  |
| ------------------------ | ------- | ------------------------- | ------ |
| Всеафриканські ігри 2015 | Камерун | жіноча боротьба, до 55 кг | 5      |
| Всеафриканські ігри 2019 | Камерун | жіноча боротьба, до 53 кг | Золото |

### Виступи на Кубках світу
| Змагання                    | Збірна  | Вагова категорія          | Місце |
| --------------------------- | ------- | ------------------------- | ----- |
| Кубок світу з боротьби 2020 | Камерун | жіноча боротьба, до 57 кг | 12    |

### Виступи на Іграх Співдружності
| Змагання                | Збірна  | Вагова категорія          | Місце |
| ----------------------- | ------- | ------------------------- | ----- |
| Ігри Співдружності 2018 | Камерун | жіноча боротьба, до 57 кг | 4     |

### Виступи на Іграх ісламської солідарності
| Змагання                          | Збірна  | Вагова категорія          | Місце  |
| --------------------------------- | ------- | ------------------------- | ------ |
| Ігри ісламської солідарності 2017 | Камерун | жіноча боротьба, до 60 кг | Бронза |

### Виступи на Франкомовних іграх
| Змагання              | Збірна  | Вагова категорія          | Місце  |
| --------------------- | ------- | ------------------------- | ------ |
| Франкомовні ігри 2017 | Камерун | жіноча боротьба, до 58 кг | Золото |

### Виступи на інших змаганнях
| Змагання                                                       | Збірна  | Вагова категорія          | Місце  |
| -------------------------------------------------------------- | ------- | ------------------------- | ------ |
| Олімпійський кваліфікаційний турнір з боротьби 2016 (Алжир)    | Камерун | жіноча боротьба, до 53 кг | Срібло |
| Олімпійський кваліфікаційний турнір з боротьби 2020 (Хаммамет) | Камерун | жіноча боротьба, до 53 кг | Золото |
| Турнір міста Сассарі з боротьби 2021                           | Камерун | жіноча боротьба, до 57 кг | 4      |